# Valdepeñas de Jaén
Valdepeñas de Jaén és un municipi de la comarca de la Sierra Sur de Jaén, al sud-oest de la província de Jaén (Espanya).
Segons el cens de 2005, tenia 4.315 habitants